# Томилиха (Нижегородская область)
Томилиха — деревня в составе Богородского сельсовета Воскресенского района Нижегородской области.
Располагается на правом берегу реки Ветлуги.

## Население
| 1999 | 2002 | 2010 |
| ---- | ---- | ---- |
| 13   | ↘10  | ↘3   |